# Pectinatus cerevisiiphilus
Pectinatus cerevisiiphilus è una specie di batterio appartenente alla famiglia delle Acidaminococcaceae.